# John Sturrock
John „Jan“ Duncan Sturrock OBE (* 20. März 1915 in Weymouth, Dorset; † 20. Juli 1974 in Peterborough, Cambridgeshire) war ein britischer Ruderer.

## Leben
Sturrock ruderte zunächst am Winchester College und dann am Magdalen College der Universität Oxford. 1934 nahm er erstmals an der  Henley Royal Regatta teil. 1936 ruderte Sturrock im Achter von Oxford und unterlag dem Boot aus Cambridge beim Boat Race. 1937 ruderte Sturrock mit dem Achter von Oxford zum Sieg, dem ersten Sieg für Oxford seit 1923.
Für die Olympischen Spiele 1936 in Berlin rückte Sturrock in den Vierer ohne Steuermann zusammen mit Thomas Bristow, Alan Barrett und Peter Jackson. Die Briten belegten im Vorlauf den zweiten Platz hinter den Schweizern und siegten dann in ihrem Halbfinale. Im Finale gewannen die Briten die Silbermedaille mit fast fünf Sekunden Rückstand auf das deutsche Boot, vier Sekunden hinter den Briten erkämpften die Schweizer die Bronzemedaille. Zwei Jahre später ruderten Sturrock und Jackson im englischen Achter bei den British Empire Games 1938 in Sydney und gewannen vor den Booten aus Australien und aus Neuseeland.
Nach seinem Abschluss in Oxford ging Sturrock zu den Royal Engineers und war im Zweiten Weltkrieg Chefingenieur des Western Command. Als Sturrock nach 32 Jahren aus der British Army ausschied, hatte er den Rang eines Brigadier inne. 1961 wurde er mit dem Titel Officer des Order of the British Empire ausgezeichnet.